# Mormonova knjiga
Mormonova knjiga (v izvirniku angleško Book of Mormon) je ena izmed dveh svetih knjig Cerkve Jezusa Kristusa svetih iz poslednjih dni oz. Mormonske cerkve (druga je Sveto pismo). Prvič jo je objavil Joseph Smith mlajši leta 1830.
Po mormonski teologiji je Mormonova knjiga zbirka svetih spisov, ki je primerljiva s Svetim pismom, poročilo o Božjih ravnanjih s starodavnimi prebivalci obeh Amerik, ki vsebuje polnost večnega evangelija.
O nastanku knjige je Joseph Smith rekel, da so knjigo z duhom preroštva in razodetja zapisali mnogi starodavni preroki. Njihove besede naj bi bile zapisane na zlatih ploščah, katere naj bi prerok Moroni 421 let po Kristusu skril na gori Kumora. Po več stoletjih naj bi Bog izbral Josepha za svojega preroka in poslal angela Moronija, ki mu je pokazal, kje so zakopane. Joseph je nato 21. septembra leta 1823 po lastnih trditvah plošče tudi odkril, izvirnik iz plošč s posebnim pripomočkom prevedel v angleščino, nato pa jih vrnil Moroniju.
Prva angleška izdaja je izšla v Palmyri v zvezni državi New York v Združenih državah Amerike leta 1830. Knjiga je postala temelj novonastale mormonske veroizpovedi in velja kot še ena zaveza Jezusa Kristusa poleg Svetega pisma za sveto knjigo.

## Vsebina
Mormonova knjiga vsebuje poučevanja nebeškega Očeta ljudem, ki so živeli na ameriških tleh. Deli tega zapisa so postavljeni v čas 2000 let pred rojstvom Jezusa Kristusa. Drugi del se začne približno 600 let pred Kristusom in se konča 400 let po njegovem rojstvu.
Večina Mormonove knjige govori o skupini Izraelcev, ki so potovali iz Jeruzalema na ameriško celino. Na to potovanje so se odpravili 600 let pred rojstvom Jezusa Kristusa. Vodila sta jih prerok Lehi in njegov sin Nefi. Dva Nefijeva brata sta bila zlobna in nista hotela ubogati svojega očeta. Imenovala sta se Laman in Lamuel.
Ko je Lehi umrl, so se člani družine ločili v dve skupini. Tisti, ki so sledili Nefiju, so se imenovali Nefiti, tisti, ki so sledili Lamanu pa so se imenovali Lamaniti. Ti dve majhni skupini sta se razvili v veliki ljudstvi. Nefiti in Lamaniti so se v mnogih vojnah bojevali drug proti drugemu. Bog je blagoslovil in varoval ljudi, ki so se pokoravali njegovim zapovedim. Izbral je mnoge preroke, da bi poučevali in vodili njegove ljudi v Ameriki. Te zgodbe so zapisane v knjigi.
Nekateri izmed najpomembnejših prerokov v tej knjigi so Nefi, Jakob, Benjamin, Alma, Mormon in Moroni. Vsi ti možje so zapisovali zgodovino Božjega ljudstva v Ameriki. Mormon je te preroške zapise zbral v eni knjigi. Preroki so povedali ljudem, da bo Jezus prišel in obiskal njihovo deželo, ko bo dokončal svoje delo v Jeruzalemu. Jezus se je zares prikazal dobrim ljudem v Ameriki. Poučeval jih je svoj evangelij in stvari, ki jih morajo storiti, da bi se po svoji smrti vrnili k Bogu. Ljudje so Jezusu verjeli in ga ubogali dolga leta. Bili so dobri in so živeli v miru. Potem so začeli na Jezusa pozabljati. Prenehali so poslušati svoje preroke. Počeli so zgolj zlobne stvari. Mormon, eden izmed zadnjih prerokov v knjigi, je dal zgodovinsko kroniko o svojem ljudstvu, Nefijcih, svojemu sinu Moroniju. Ko so bili vsi njegovi ljudje pobiti v veliki bitki z Lamanci, je Moroni na hribu zakopal zgodovinsko kroniko, ki so jo preroki napisali o njegovem ljudstvu.

## Seznam knjig
Mormonova knjiga je zbirka 15 knjig:
- Prva Nefijeva knjiga
- Druga Nefijeva knjiga
- Jakobova knjiga
- Enoševa knjiga
- Jaromova knjiga
- Omnijeva knjiga
- Mormonove besede
- Mozijeva knjiga
- Almova knjiga
- Helamanova knjiga
- Tretji Nefi
- Četrti Nefi
- Mormonova knjiga (Mormonovi zapiski)
- Etrova knjiga
- Moronijeva knjiga

## Slovenska izdaja
Knjiga je prevedena v slovenščino in je bila prvič izdana leta 2000. Obsega 510 strani. (COBISS)